# اريني سانتوس دا سيلفا
اريني سانتوس دا سيلفا (بالبرتغالية: Iriney Santos da Silva‏) (23 أبريل 1981 البرازيل - ) هو لاعب كرة قدم برازيلي، يلعب كلاعب وسط.

## روابط خارجية
- اريني سانتوس دا سيلفا على موقع قاعدة بيانات كرة القدم.إي يو (الإنجليزية)
- اريني سانتوس دا سيلفا على موقع Soccerway.com (الإنجليزية)
- اريني سانتوس دا سيلفا على موقع AS.com (الإسبانية)